# Melanitis africana
Melanitis africana är en fjärilsart som beskrevs av Hans Fruhstorfer 1908. Melanitis africana ingår i släktet Melanitis och familjen praktfjärilar. Inga underarter finns listade i Catalogue of Life.